# Asplenium gulingense
Asplenium gulingense là một loài thực vật có mạch trong họ Aspleniaceae. Loài này được Ching & S.H. Wu miêu tả khoa học đầu tiên năm 1989.